# Bad Teinach-Zavelstein
Bad Teinach-Zavelstein ist eine Stadt mit 3220 Einwohnern (31. Dezember 2024) im Landkreis Calw in Baden-Württemberg. Die Stadt gehört zur Region Nordschwarzwald. Der Luftkurort liegt rund fünf Kilometer westlich der Kreisstadt Calw und ist neben Bad Herrenalb, Bad Liebenzell und Bad Wildbad die kleinste der vier Bäderstädte im Landkreis Calw. Weithin bekannt ist Bad Teinach-Zavelstein für seine Krokusblüte. Zum 1. Oktober 2022 wurde ihm für den Ortsteil Zavelstein der Beiname Krokusstadt verliehen.

## Geografie

### Geografische Lage
Bad Teinach-Zavelstein liegt im Teinachtal im Nordschwarzwald. Die Stadtteile Bad Teinach und Kentheim liegen im Tal, die anderen (Emberg, Rötenbach, Schmieh, Sommenhardt und Zavelstein) an den Hängen. Die Höhenlage der Stadtgemeinde beträgt zwischen 336 m ü. NHN an der Nagold und 747 m ü. NHN am westlichsten Zipfel auf dem Hirschkopf. Seit 1985 ist Bad Teinach-Zavelstein als Luftkurort ausgezeichnet.

### Stadtgliederung

#### Übersicht
Die Stadt Bad Teinach-Zavelstein besteht aus den ehemals selbstständigen Gemeinden Bad Teinach, Emberg, Rötenbach, Schmieh, Sommenhardt und Zavelstein (Stadt). Am 1. Januar 1975 wurden diese zur Stadt Bad Teinach-Zavelstein vereinigt.
Zur ehemaligen Gemeinde Bad Teinach gehört nur Bad Teinach selbst.
Zur ehemaligen Gemeinde Emberg gehören das Dorf Emberg und das Haus Wilhelmshöhe.
Zur ehemaligen Gemeinde Rötenbach gehört nur das Dorf Rötenbach selbst.
Zur ehemaligen Gemeinde Schmieh gehören das Dorf Schmieh und der Ort Kollwanger Sägmühle.
Zur ehemaligen Gemeinde Sommenhardt gehören das Dorf Sommenhardt, die Weiler Kentheim und Lützenhardt und die Häuser Teinachtal.
Zur ehemaligen Stadt Zavelstein gehört nur Zavelstein selbst.

#### Bad Teinach

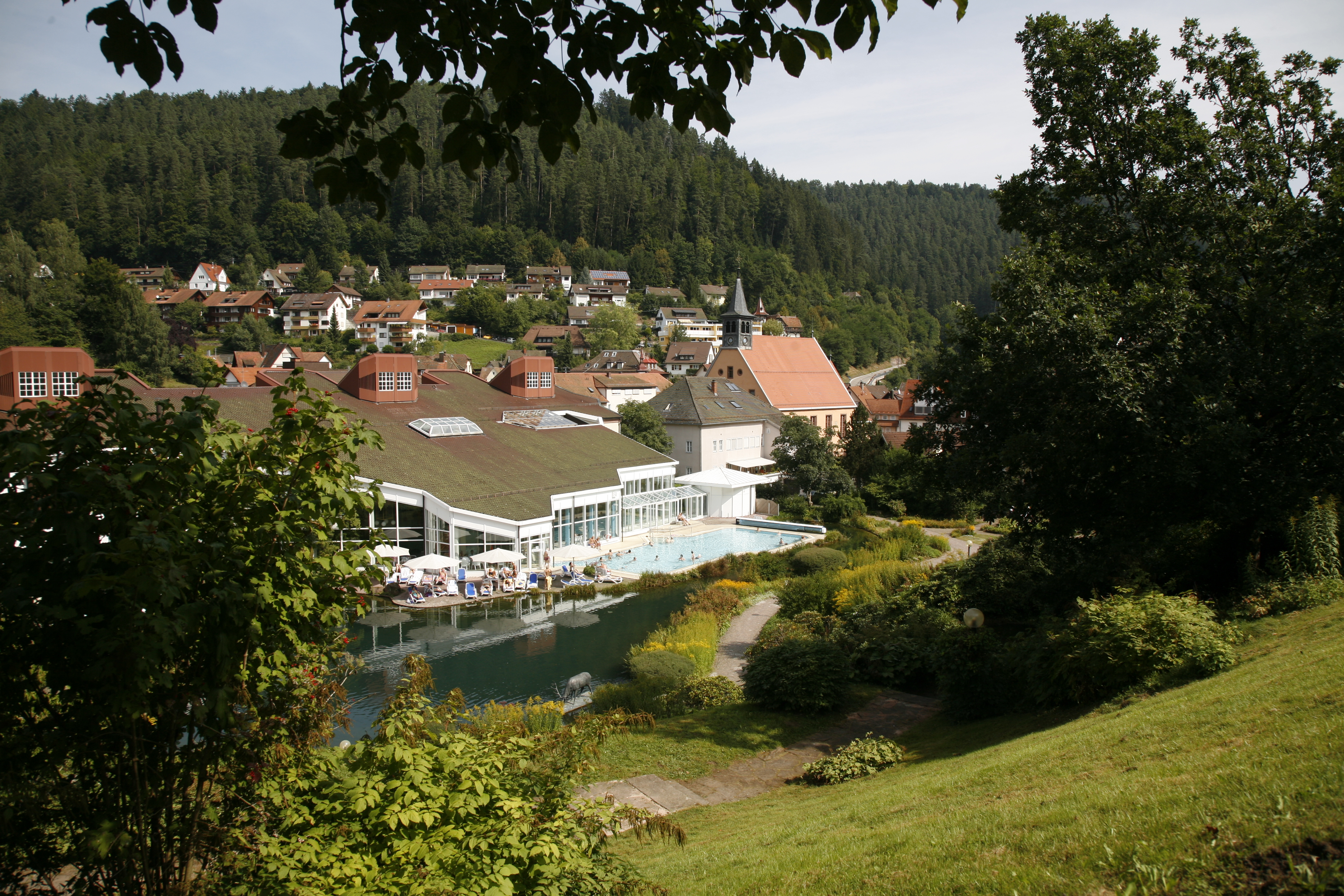
Bad Teinach mit Blick auf die Therme

Das Heilbad Bad Teinach liegt auf 390 bis 440 m ü. NN im windgeschützten Tal der Teinach und ist von allen Seiten von Wald umgeben. Mit etwa 500 Einwohnern ist Bad Teinach das kleinste Heilbad Baden-Württembergs. Hier befindet sich auch die Mineralbrunnen Überkingen-Teinach, die aus der Hirschquelle ein bekanntes deutsches Heilwasser fördert. Mit verschiedenen Einrichtungen, wie der Mineral-Therme, dem Kursaal und einem Trinktempel bietet Bad Teinach eine moderne Wellness-Ausstattung.

#### Emberg
Der Ortsteil Emberg ist mit 620 m ü. NN auf der Hochfläche direkt über dem Teinachtal gelegen.

#### Kentheim

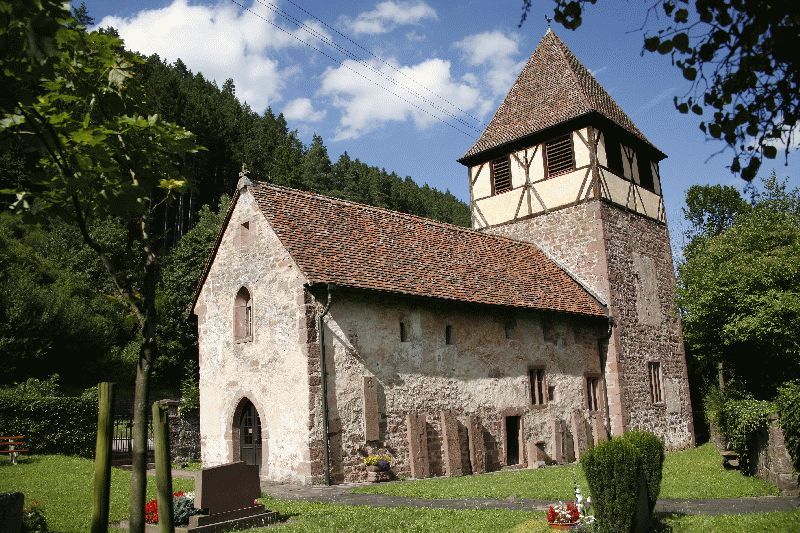
St.-Candidus-Kirche in Kentheim

Kentheim liegt ebenfalls im Nagoldtal und ist mit 340 m ü. NN der am tiefsten gelegene Stadtteil von Bad Teinach-Zavelstein. Hier steht die St.-Candidus-Kirche, eine der ältesten Kirchen in Süddeutschland.

#### Rötenbach
Auf 610 m ü. NN liegt Rötenbach inmitten eines Hochtals, am Ursprung des gleichnamigen Gewässers, welches den Ortsteil von Nord nach Süd durchfließt und schließlich in der Teinach mündet. Die Rötenbach sowie die Teinach sind vor allem wegen ihrer Forellen bekannt.

#### Schmieh
Mit 630 m ü. NN ist Schmieh der am höchsten gelegene und gleichzeitig der kleinste Stadtteil. Als ehemalige Rodungsinsel auf einer Hochfläche ist Schmieh nun von tiefen Wäldern umgeben.

#### Sommenhardt

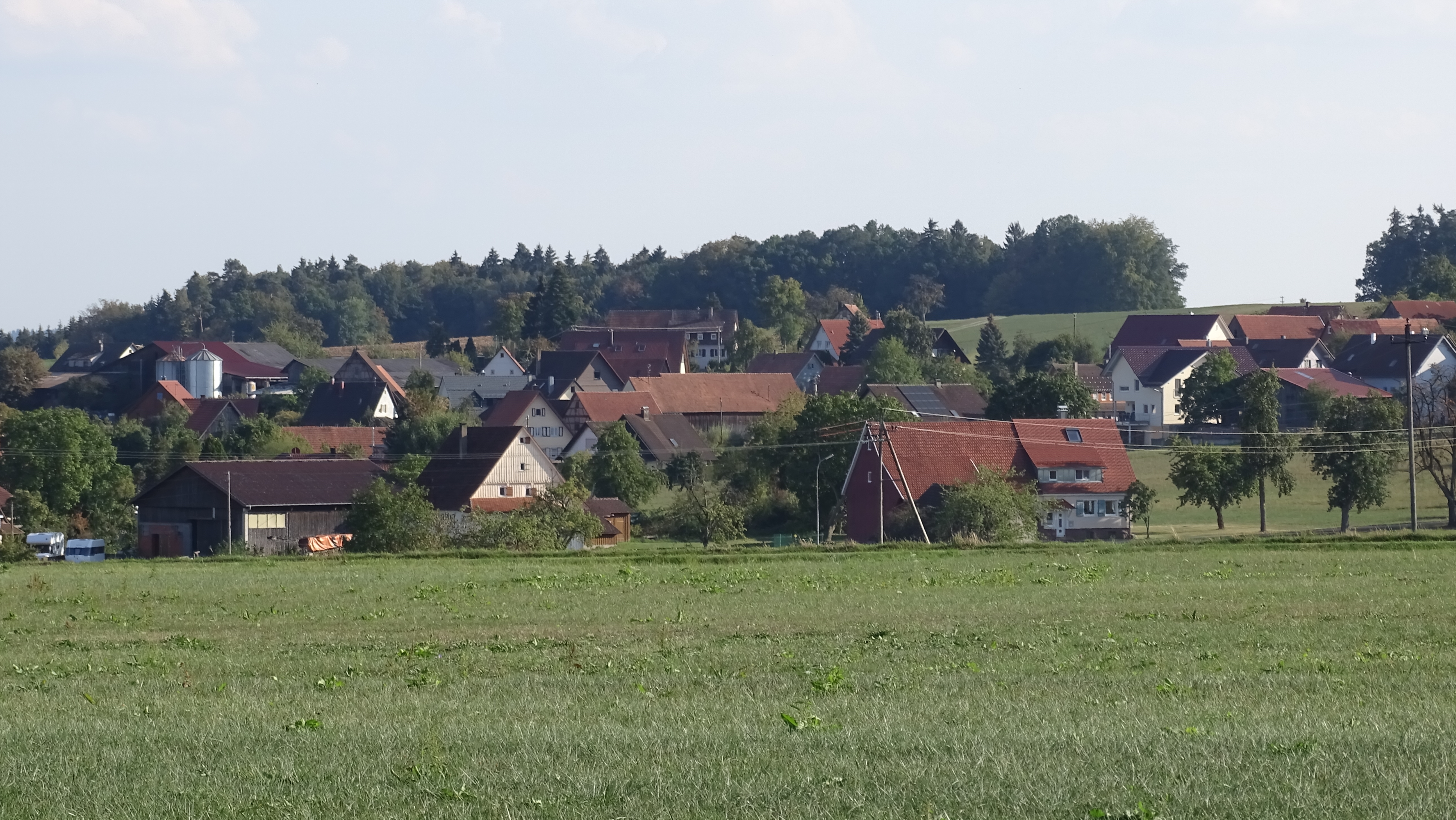
Sommenhardt

Auf 570 m ü. NN gelegen, bildet Sommenhardt mit etwa 850 Einwohnern den größten Stadtteil. Der staatlich anerkannte Erholungsort Sommenhardt und sein Filialort Lützenhardt sind durch die Landwirtschaft geprägt.

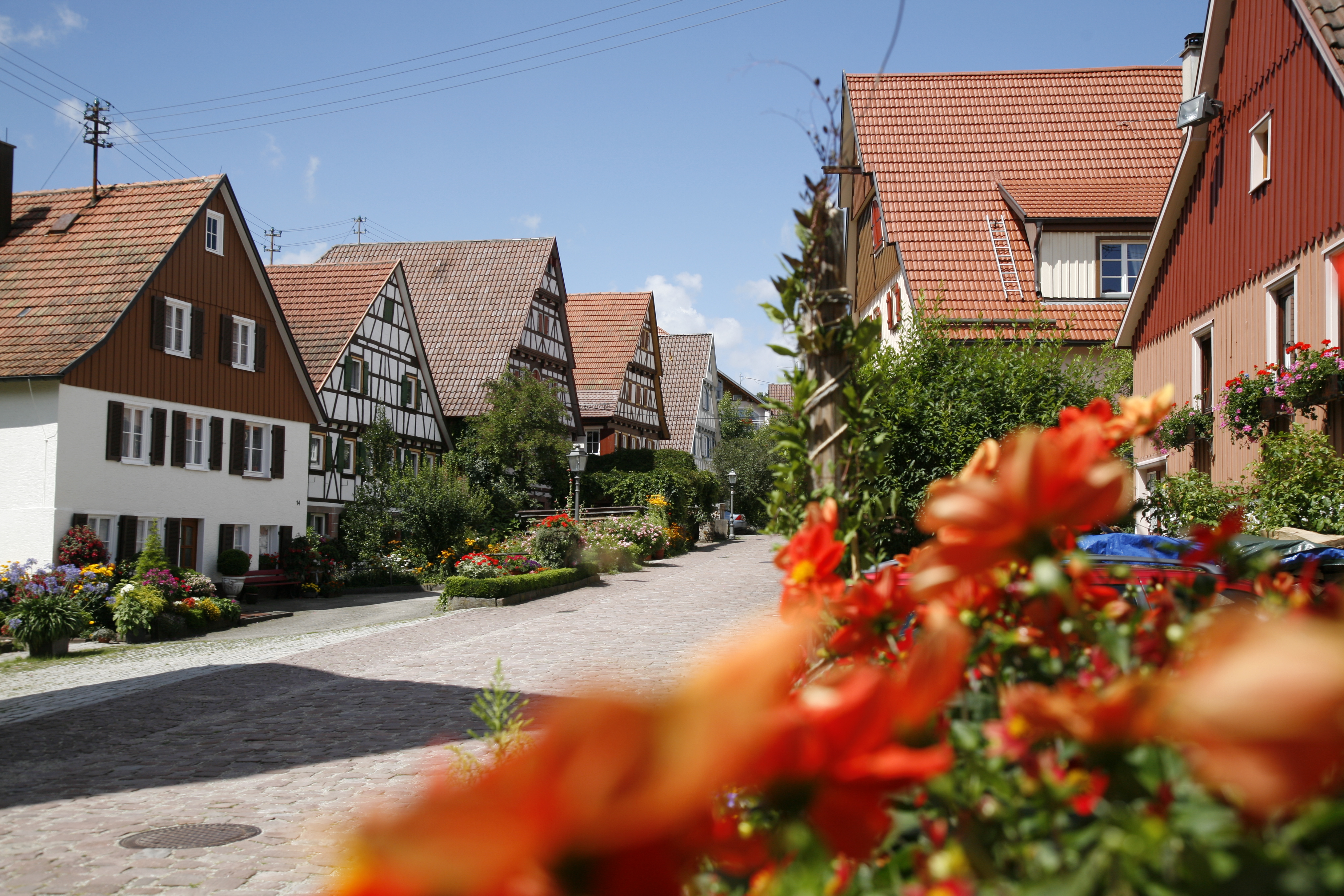
Städtle Zavelstein

#### Zavelstein
Seit 1985 Luftkurort, liegt Zavelstein mit seinen etwa 700 Einwohnern auf 560 m ü. NN an einer leicht nach Süden geneigten Hochebene. Durch die Geschichte geprägt, finden sich hier die Burgruine Zavelstein sowie das denkmalgeschützte „Städtle“. Umgeben von Krokuswiesen wird Zavelstein Mitte März zu einem Tourismuszentrum in Bad Teinach-Zavelstein.

#### Wappen der eingemeindeten Orte

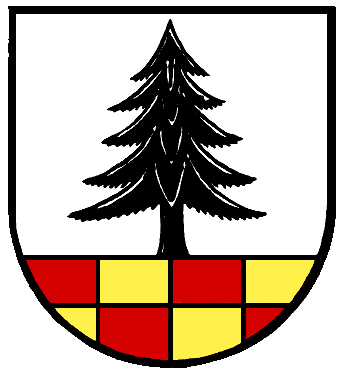
Emberg
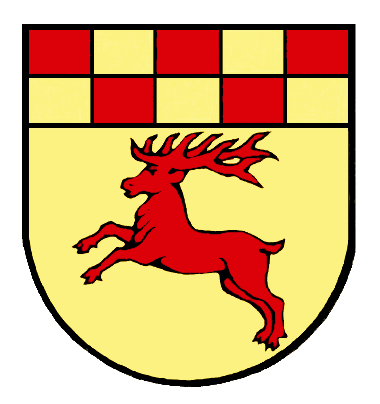
Rötenbach
Schmieh
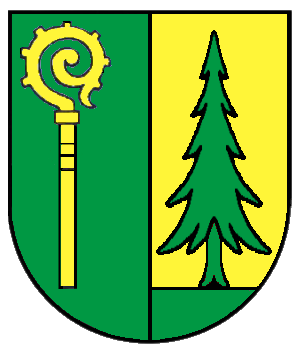
Sommenhardt
Zavelstein

## Geschichte der Stadtteile vor der Gemeindereform

### Bad Teinach

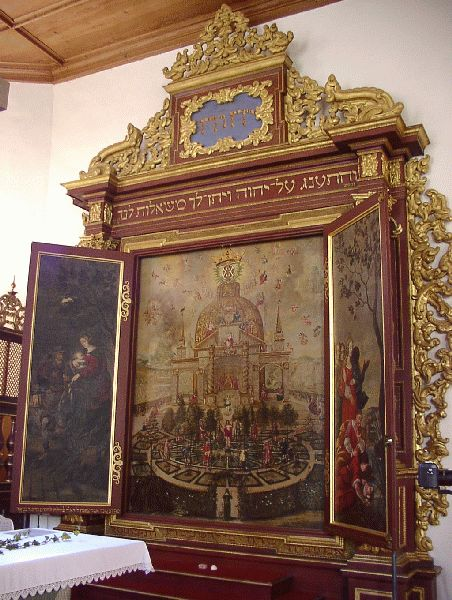
Kabbalistische Lehrtafel in Bad Teinach

Zum ersten Mal wird die Siedlung Teinach im Jahr 1472 urkundlich erwähnt. Sie gehörte zum württembergischen Amt Zavelstein. Im Jahr 1710 ließ Herzog Eberhard Ludwig von Württemberg ein Palais als Sommerresidenz errichten. Im 17. und 18. Jahrhundert wurde Teinach zum Lieblingsbad württembergischer Herzöge. Im Jahr 1770 besuchte Herzog Carl Eugen mit 326 Personen die Heilquellen. Die Heilquelle im Teinachtal war schon im Spätmittelalter bekannt. Sie soll der Sage nach durch einen Hirsch entdeckt worden sein und heißt deshalb Hirschquelle. Schon im 17. Jahrhundert gab es regelrechten Kurbetrieb.
Im Jahr 1835 wurde Teinach königliches Bad. In den folgenden Jahren ließ König Wilhelm I. von Württemberg nach Plänen Friedrich von Thourets Badehaus, Trinkhalle und das Badhotel errichten; 1864 kaufte Carl Hoffmann das Bad vom württembergischen Staat.

### Zavelstein

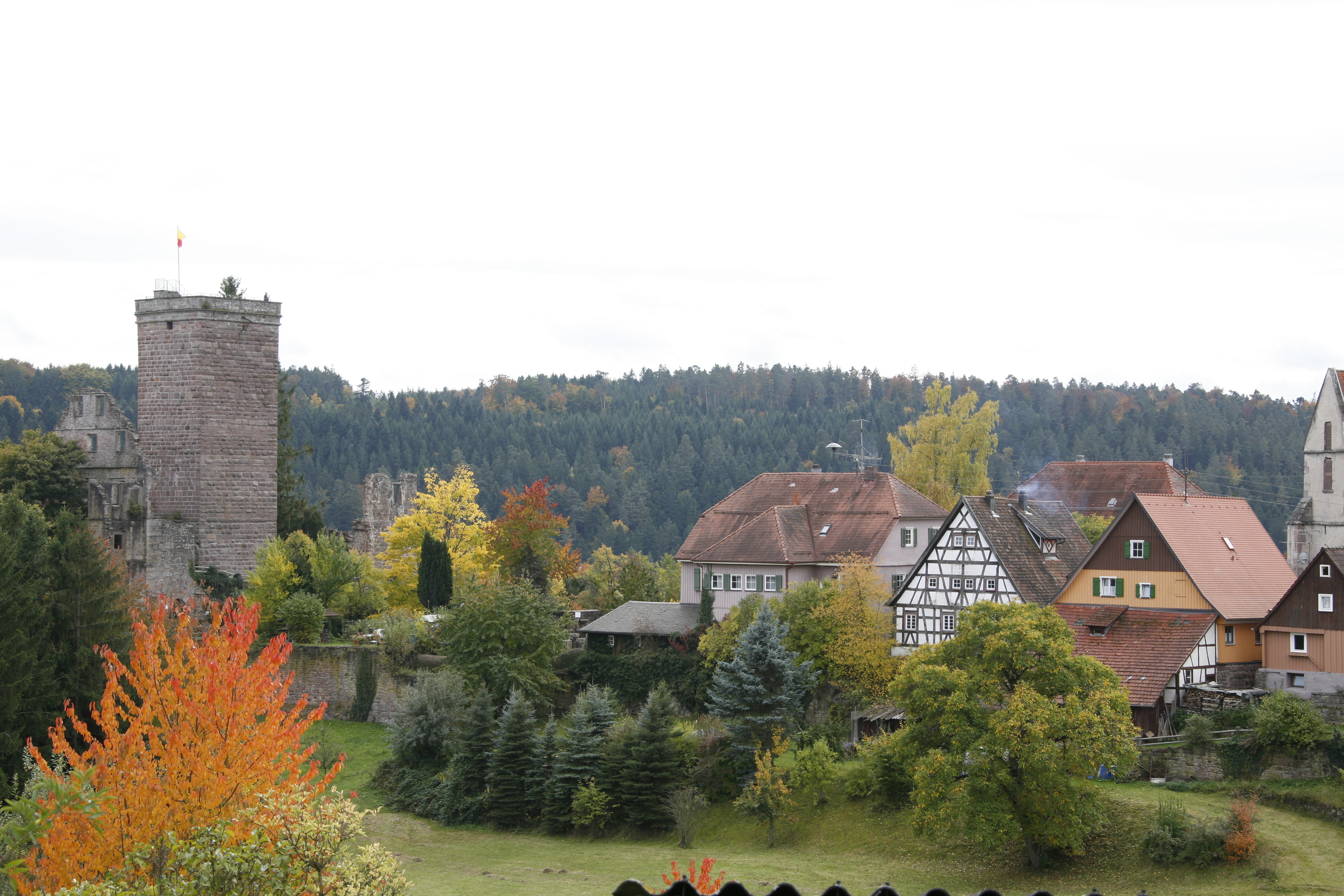
Blick auf das Städtle von Zavelstein mit der Burgruine

Um das Jahr 1200 wurde die Zavelsteiner Stauferburg erbaut. Der erste sicher belegte Herr der Burg ist Richelin, Ritter von Zavelstein im Jahr 1280. 1367 fand Graf Eberhardt II. von Württemberg Zuflucht in der Burg und gewährte – der Sage nach – Zavelstein als Dank die Stadtrechte. Tatsächlich wurde Zavelstein urkundlich als Stadt bereits 1342 erwähnt. Seit 1461 war Zavelstein eine württembergische Amtsstadt. Anfang des 17. Jahrhunderts baute der Burgherr Benjamin Bouwinghausen von Wallmerode die Burg zu einem Spätrenaissanceschlösschen um. Im Herbst 1634 plünderten Einwohner aus Wildberg das Schloss Zavelstein aus.
1692 fielen französische Truppen in die Stadt ein und zerstörten sie. Bis heute ist die Burgruine mit ihrem 28 Meter hohen Turm ein Mahnmal hierfür. Vor 1806 hatte Zavelstein Sitz und Stimme beim Württembergischen Landtag. Das Amt Zavelstein kam bei der Umsetzung der neuen Verwaltungsgliederung im Königreich Württemberg endgültig zum Oberamt Calw. Bei der Kreisreform während der NS-Zeit in Württemberg gelangte Zavelstein 1938 zum Landkreis Calw. Nach dem Zweiten Weltkrieg fiel die Stadt Zavelstein mit dem Landkreis Calw in die Französische Besatzungszone und kam somit 1947 zum neu gegründeten Land Württemberg-Hohenzollern.
1952 ging das provisorische Nachkriegsland im Regierungsbezirk Südwürttemberg-Hohenzollern auf und gehört seither zum neuen Bundesland Baden-Württemberg. Mit der Kreisreform zum 1. Januar 1973 erreichte der Landkreis Calw seine heutige Ausdehnung. Der Landkreis wurde gleichzeitig Teil der neu gegründeten Region Nordschwarzwald, die dem damals neu umschriebenen Regierungsbezirk Karlsruhe zugeordnet wurde. Somit wird die ehedem württembergische Stadt Zavelstein nun auch von der vormals badischen Hauptstadt Karlsruhe aus verwaltet. Bis zur Gemeindereform 1975 war Zavelstein die kleinste Stadt Baden-Württembergs, zeitweise ganz Deutschlands.

### Sommenhardt
Die von Stammheim ausgehende Gründung des Stadtteils Sommenhardt, in seiner ältesten Schreibweise auch „Sumenhardt“, ist auf die Zeit vor Karl dem Großen zurückzuführen. In der zweiten Hälfte des 10. Jahrhunderts fielen Sommenhardt und sein Filialort Lützenhardt unter die Herrschaft des Klosters Reichenau. Im Jahr 1075 übereignete Graf Adelbert II. von Calw Sommenhardt dem Hirsauer Aureliuskloster. In altwürttembergischer Zeit gehörte Sommenhardt zum Amt Zavelstein, nach der Gründung des Königreichs Württemberg wie die Stadt Zavelstein zum Oberamt Calw und seit 1938 zum gleichnamigen Landkreis. Obwohl der kirchliche Verwaltungsstab Ende des 15. Jahrhunderts der Pfarrei Zavelstein zugeordnet wurde, blieb die kommunale Selbstständigkeit Sommenhardts bis 1975 bestehen.

### Kentheim
Kentheim verdankt seine Entstehung dem Bau der St. Candiduskirche, ausgelegt als Saalkirche. Ein Vorläuferbau wurde vermutlich bereits zu Beginn des 9. Jahrhunderts auf Veranlassung des Klosters Reichenau als Einsiedelei errichtet und war damit wohl die älteste Besiedlung im Nagoldtal. 1075 werden Kentheim, Sommenhardt und andere Weiler an das Hirsauer Kloster übergeben. Im 13. Jahrhundert wurde die St. Candiduskirche zur Pfarrkirche für 14 neu entstandene Dörfer auf den umliegenden Schwarzwaldhöhen des Nagold- und Teinachtals umgebaut. 1450 ging dieser Pfarrsitz an das Städtlein Zavelstein über. Die Kirche besitzt bedeutende Wandmalereien aus dem 13. bis 15. Jahrhundert. Nach verheerenden Hochwassern, die Kirche und Friedhof überfluteten, musste 1999 die Kirche restauriert werden.

### Emberg, Rötenbach und Schmieh
Im 10., 11. und 12. Jahrhundert wurden die Waldhufendörfer Emberg, Rötenbach und Schmieh während einer systematischen Besiedlungsaktion der Calwer Grafen angelegt. Im 15. Jahrhundert wurden sie der Verwaltung Zavelsteins unterstellt und fließen in dessen Geschichte ein.

## Politik

### Stadtrat
In Bad Teinach-Zavelstein wird der Gemeinderat nach dem Verfahren der unechten Teilortswahl gewählt. Dabei kann sich die Zahl der Gemeinderäte durch Überhangmandate verändern. Der Gemeinderat besteht aus den gewählten ehrenamtlichen Gemeinderäten und dem Bürgermeister als Vorsitzendem. Der Bürgermeister ist im Gemeinderat stimmberechtigt.
Die Kommunalwahl am 9. Juni 2024 führte zu folgendem vorläufigen Endergebnis. Die Wahlbeteiligung betrug 66,22 Prozent.
| Partei                        | Stimmen          | Sitze | Ergebnis 2019    |
| ----------------------------- | ---------------- | ----- | ---------------- |
| Unabhängige Bürgerliste (UBL) | 92,29 %          | 13    | 55,37 %, 8 Sitze |
| Bürger für Bürger (BfB)       | nicht angetreten |       | 38,95 %, 6 Sitze |
| Bündnis 90/Die Grünen         | 7,71 %           | 1     | 5,68 %, 1 Sitz   |

### Bürgermeister
Der parteilose Diplom-Verwaltungswirt Markus Wendel ist seit Sommer 2007 der Bürgermeister.
Er wurde 2015 mit 98,1 Prozent der Stimmen und 2023 mit 97,6 Prozent der Stimmen wiedergewählt.

### Haushalt
Die Stadt Bad Teinach-Zavelstein ist mit Stand vom 31. Dezember 2021 schuldenfrei.

## Wirtschaft und Infrastruktur

### Verkehr
Bad Teinach-Zavelstein liegt mit seinen Stadtteilen Bad Teinach und Kentheim an der Bundesstraße 463. Der Stadtteil Bad Teinach ist durch die Kulturbahn (Pforzheim–Horb am Neckar–Tübingen) an das überregionale Schienennetz angebunden. Im 30/60-Minuten-Takt verkehren Züge nach Pforzheim und Tübingen. Der Haltepunkt Bad Teinach-Neubulach befindet sich allerdings auf dem Gebiet der Stadt Calw. Nahe dem Bahnhof, auf Neubulacher Gebiet, befindet sich an der Nagold das Elektrizitätswerk Teinach, das seit 1915 Strom aus Wasserkraft erzeugt.

### Ansässige Unternehmen
- Mineralbrunnen AG Bad Teinach – Getränkeherstellung aus den Heilquellen, Hirschquelle
- NHS Haustüren – Türherstellung und Montage
- Pieri GmbH – Stretchmaschinen, Palettenfördertechnik
- Friedrich Pfrommer OHG – Textilfabrik

Im Ortsteil Rötenbach liegt das Industriegebiet Zettelberg, in welchem weitere Unternehmen ihren Standort haben.

## Bildung, Kultur und Sehenswürdigkeiten
Im Stadtteil Zavelstein befindet sich neben einer Grundschule auch die Karl-Georg-Haldenwang-Schule, eine Schule für geistig und körperlich Behinderte.
Bad Teinach-Zavelstein liegt am Ostweg, einem Fernwanderweg des Schwarzwaldvereins, der an vielen Sehenswürdigkeiten vorbeiführt.
Die Stadt verfügt über ein gut ausgebautes Wanderwegenetz sowie zwei zertifizierte Premiumwanderwege.

### Religionen

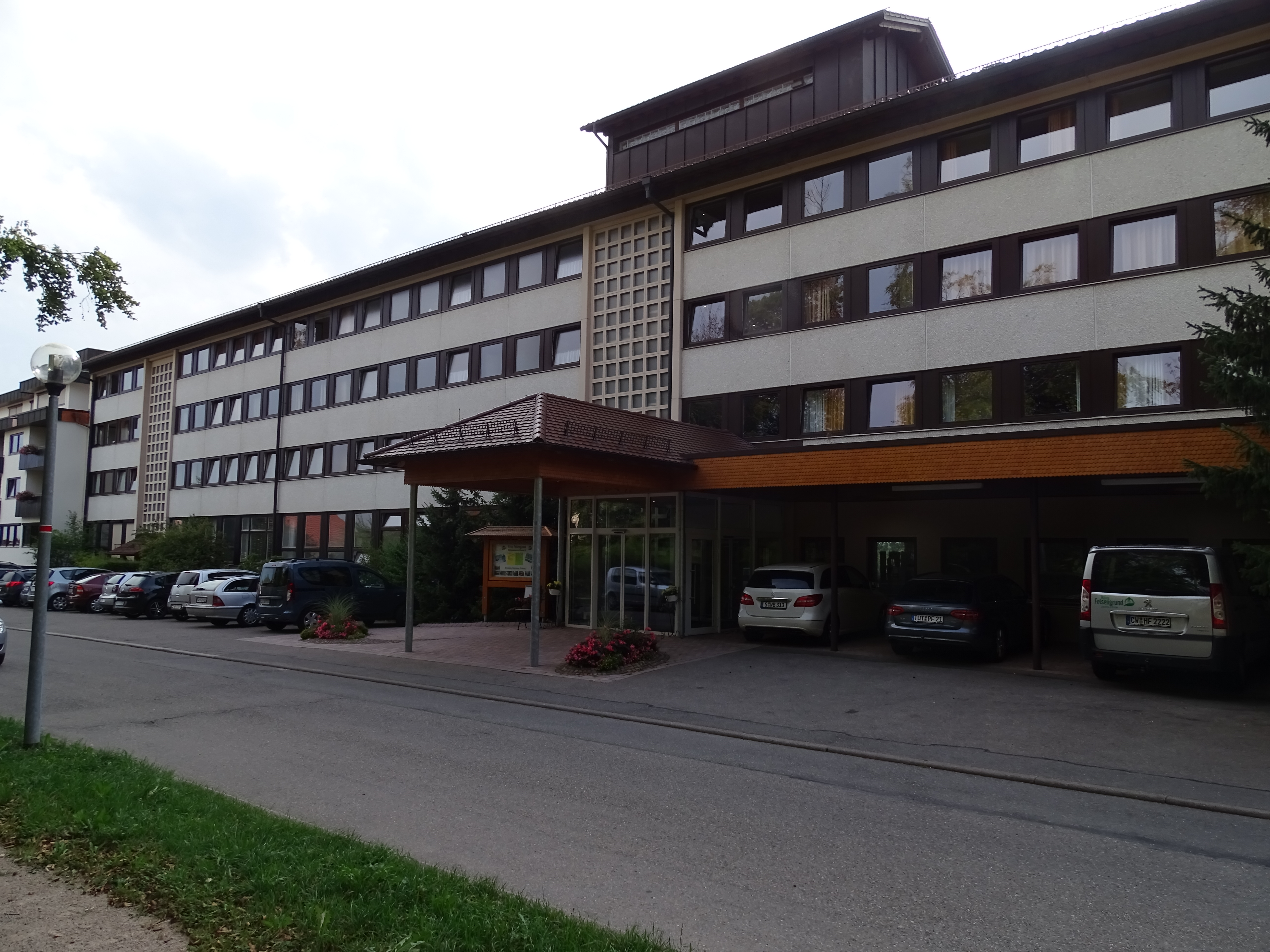
Bibelheim Haus Felsengrund

2021 hatten etwa die Hälfte – 52 % oder 1640 – der 3143 Einwohner die evangelische Konfession. Die Evangelische Kirchengemeinde Bad Teinach und die Evangelische Kirchengemeinde Zavelstein im Kirchenbezirk Calw-Nagold fusionierten zum 1. Januar 2022.
Die katholischen Einwohner werden von der römisch-katholischen Seelsorgeeinheit Calw-Bad Liebenzell betreut.
Weiterhin gibt es das Freizeitheim „Felsengrund“ der Brüderbewegung in Zavelstein.

### Krokusblüte

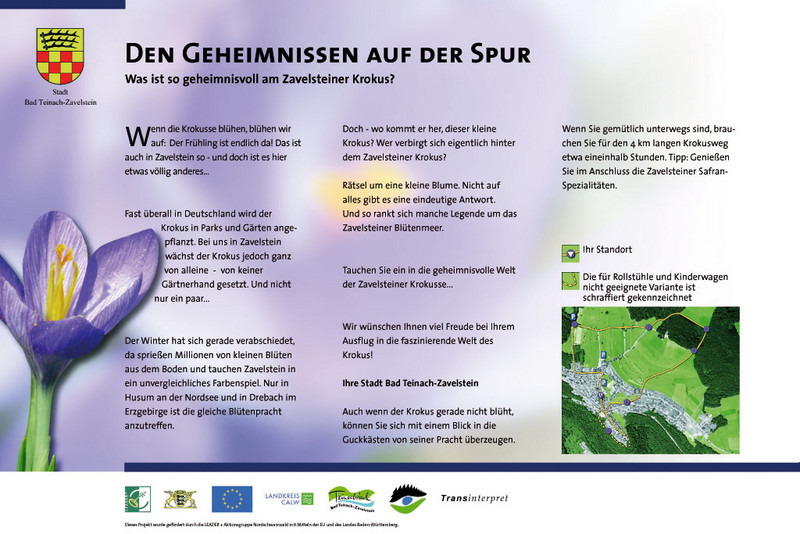
Informationsschild Krokusweg

Weit bekannt ist Zavelstein durch seine Krokusblüte etwa ab Anfang März. Der wilde Krokus ist eigentlich im Mittelmeerraum beheimatet und findet sich nördlich der Alpen nur an wenigen Standorten, in Zavelstein als einzigem Ort Süddeutschlands. Ein extra dafür angelegter Krokusweg durch das Naturschutzgebiet bringt an sieben Standorten Wissenswertes über den Krokus näher, an weiteren Orten kann an aufgestellten Schaukästen die Landschaft zu allen vier Jahreszeiten begutachtet werden.

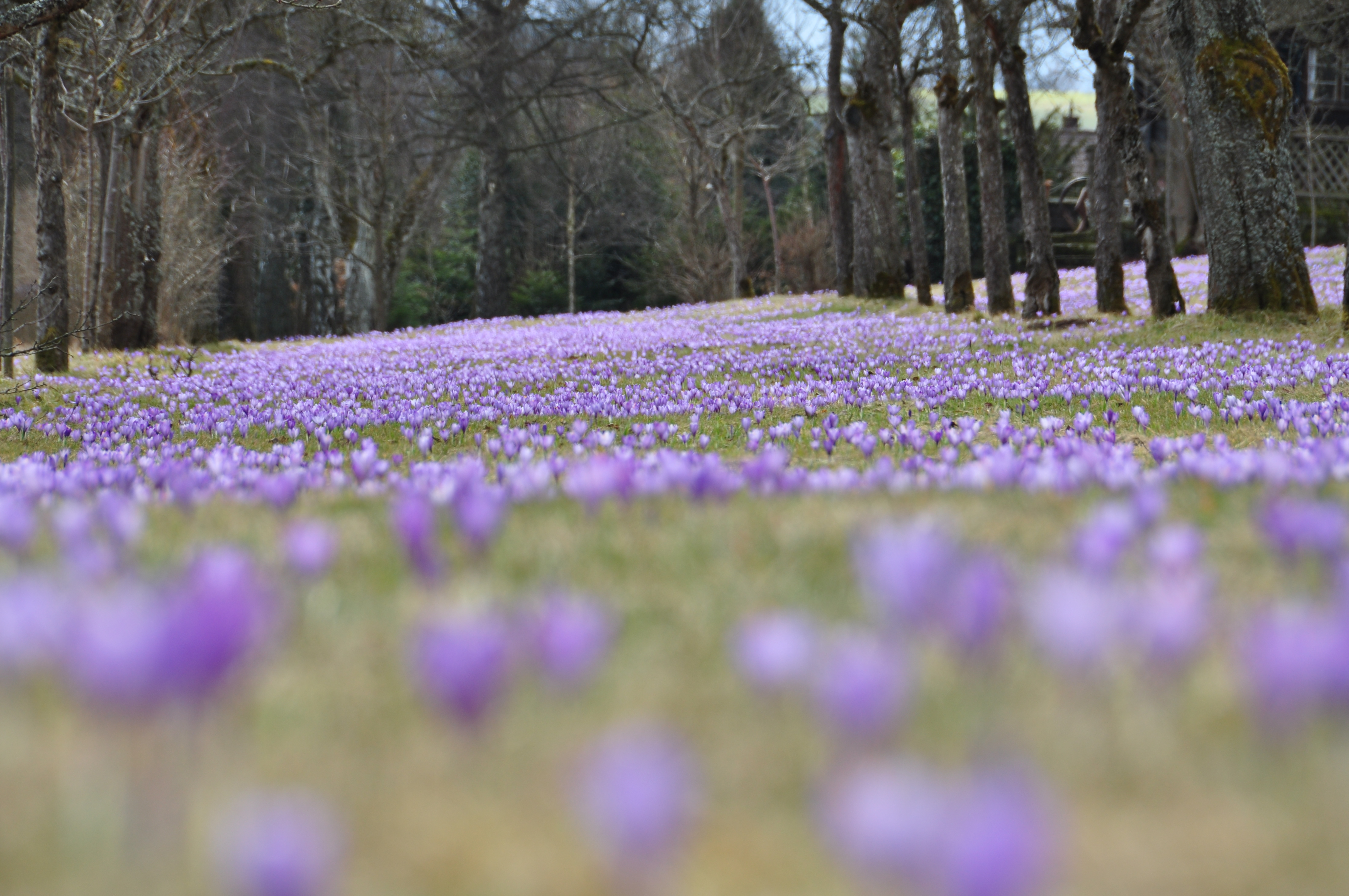
Massenhaftes wildes Auftreten von Krokussen in Zavelstein Mitte März
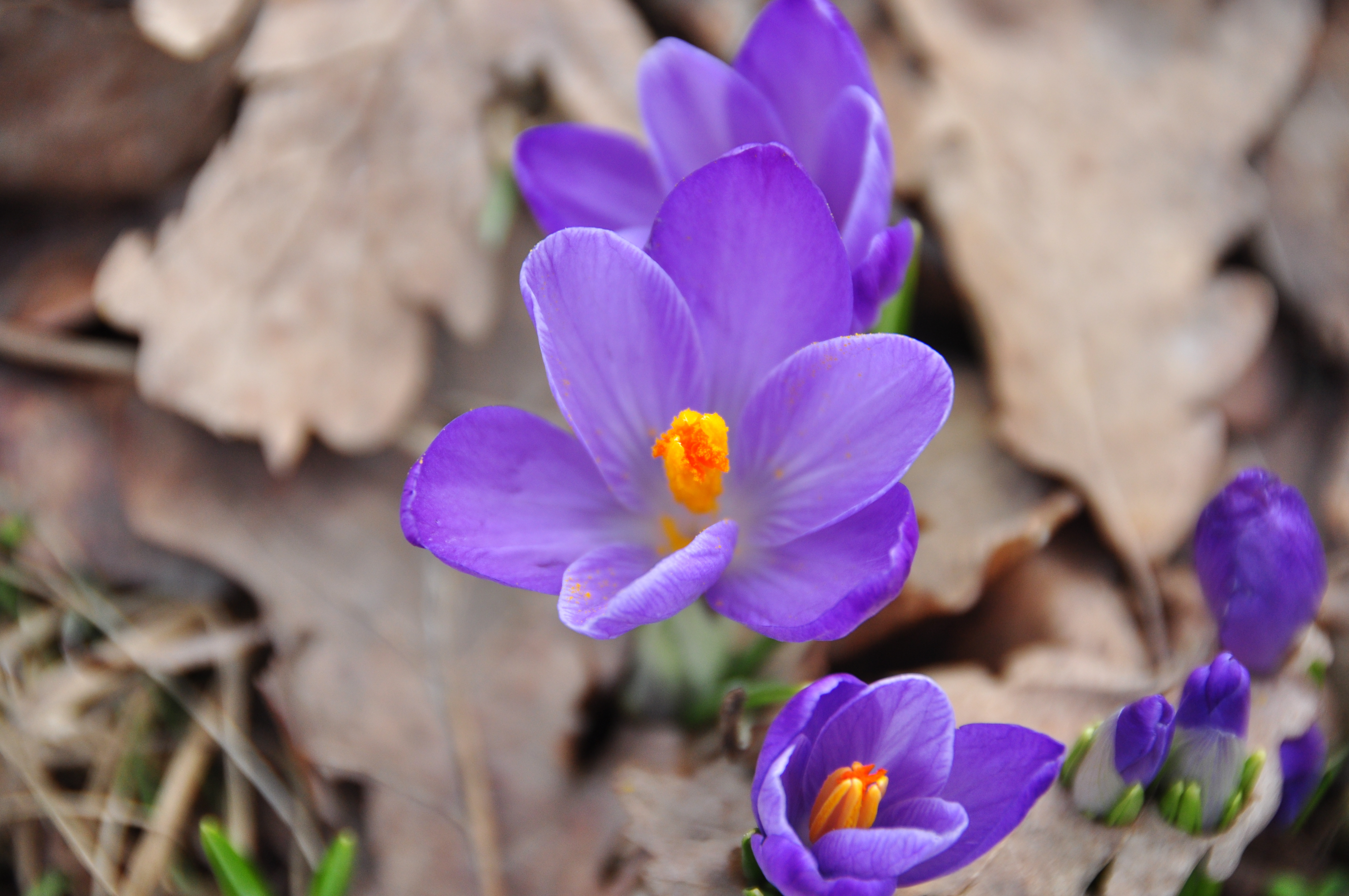
Einzelblüte Frühlings-Krokus Crocus vernus s. str. in Zavelstein
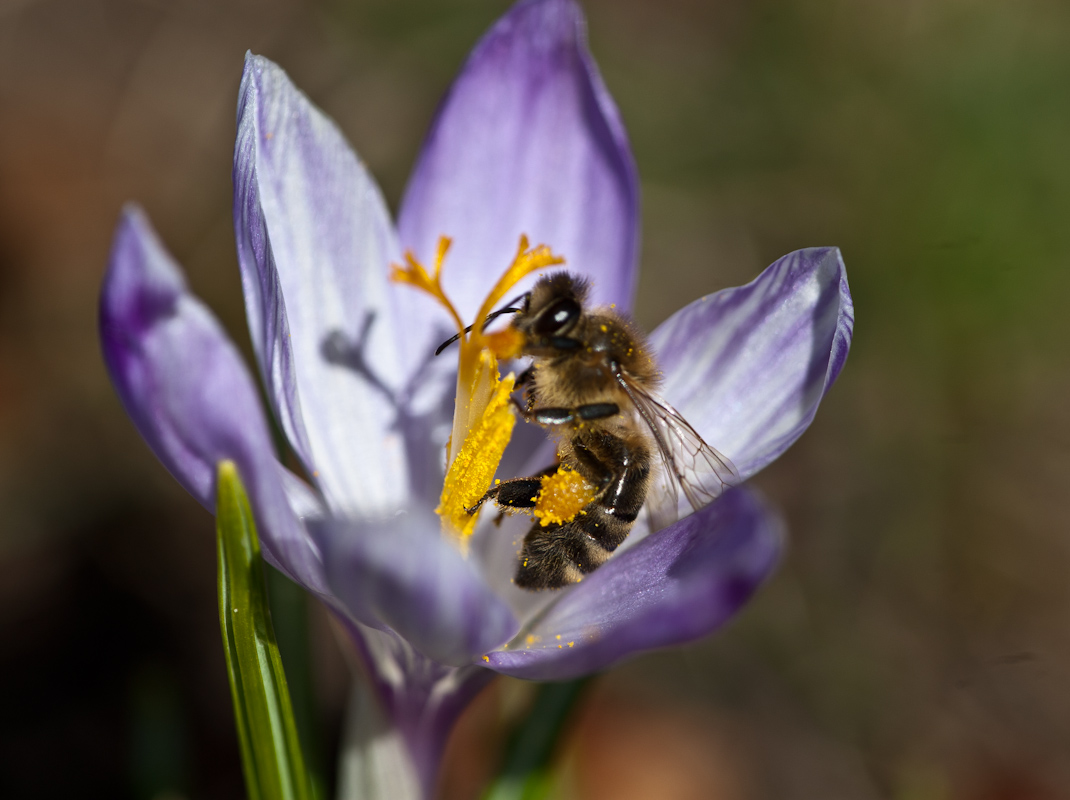
Krokusblüte in Zavelstein

### Bauwerke
- Evangelische Dreifaltigkeitskirche in Bad Teinach, mit kabbalistischer Lehrtafel: In der evangelischen Dreifaltigkeitskirche in Bad Teinach, die 1665 von Herzog Eberhard III. von Württemberg in der sehr kleinen Siedlung um das herrschaftliche Bad gestiftet und von Baumeister Matthias Weiß gebaut wurde, befindet sich in einem Flügelbildschrein von Joh. Fr. Gruber die im 17. Jahrhundert entstandene Kabbalistische Lehrtafel der Prinzessin Antonia von Württemberg. Zavelsteiner Burgruine

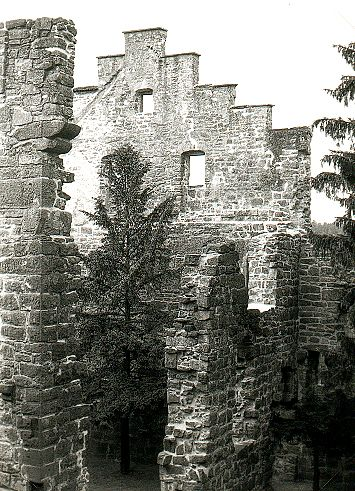
Zavelsteiner Burgruine

- Evangelische Auferstehungskirche in Emberg: Sie wurde 1966 in achteckiger Zeltform errichtet.
- Evangelische St.-Candidus-Kirche in Kentheim: Die Candiduskirche ist eine der ältesten Kirchen Baden-Württembergs und wurde zwischen 950 und 1075 in Kentheim erbaut. Sie hatte zunächst einer klösterlichen Gemeinschaft gedient und war im Mittelalter ein wichtiges Pfarrzentrum für den nördlichen Schwarzwald, bis die Pfarrrechte an Zavelstein übergingen. Sehenswert sind die mittelalterlichen Fresken und Grabmale. Der württembergische Landesbischof Frank Otfried July bezeichnet die St.-Candidus-Kirche als seine Lieblingskirche.
- Evangelische Kirche Rötenbach: Rötenbach gehörte kirchlich zunächst zur Pfarrei Kentheim (Stadtteil Sommenhardt), später zu Zavelstein. Vermutlich gab es aber schon längere Zeit eine Kirche, die 1765 durch den heutigen Bau ersetzt wurde. 1966 schuf der Künstler Wolf-Dieter Kohler drei Chorfenster mit den Themen Auferstandener mit Jüngern, Ausgießung des Heiligen Geistes und Jüngstes Gericht. 1980 wurde die Kirche renoviert.
- Evangelische Kirche Schmieh: Sie wurde 1965 errichtet und ist ebenfalls mit Glasmalerei des Künstlers Wolf-Dieter Kohler ausgestattet.
- Evangelische Auferstehungskirche Sommenhardt: In Sommenhardt wurde von Architekt Georg Olivier aus Neuenbürg im Jahre 1972 die Auferstehungskirche, ein Gebäude in Zeltform mit seitlich vorgelagertem Turm, fertiggestellt. Der Maler Professor Gottfried Ehninger aus Calw gestaltete die Betonglasfenster mit den Themen Auferstehung und Ausgießung des Heiligen Geistes.
- Evangelische St. Georgs-Kirche in Zavelstein: In Zavelstein, der „kleinsten Stadt Württembergs“, wozu kirchlich auch Kentheim, Rötenbach und Sommenhardt gehören, gab es in der Burg eine Kapelle von 1379 im Erdgeschoss des Turms. 1545 wurde durch den Herzog von Württemberg dort eine Pfarrstelle geschaffen und mit gleichzeitigem Anbau (mit Chor) nach Süden und Westen die erweiterte Kapelle 1578 zur evangelischen Pfarrkirche erhoben (anstelle von Kentheim). Das Schiff wurde als Querkirche mit West- und Nordempore und Gestühl-Ausrichtung zur Kanzel mitten auf der Südwand errichtet. Grabsteine und Epitaphien der württembergischen Hofjunker und Freiherren Bouwinghausen-Wallmerode, seit 1616 Lehensempfänger und 1620 Käufer des Ritterguts Zavelstein, sind noch vorhanden. Das Westfenster wurde 1996 von Anna-Dorothea Kunz-Saile gestaltet mit den Themen Kreuzabnahme und Auferstehung Christi sowie Drachenkampf und Martyrium des Hl. Georg, Namenspatron der Kirche.
- Burgruine Zavelstein mit Städtle: Die Burgruine Zavelstein und die sie umgebenden Gebäude spiegeln die Geschichte der Burg und der Stadt Zavelstein wider. Dort finden sich auch viele Informationstafeln, die das Geschehen beschreiben, erklären und einige Geschichten und Sagen erzählen.
- Herrschaftsbrücke: Die Herrschaftsbrücke über die Nagold bei Bad Teinach von 1882 gilt als erste weit gespannte Bogenbrücke aus Naturstein im deutschsprachigen Raum.[13]

### Naturlehrpfad
Durch 24 Informationstafeln, die einen tiefen Einblick in die heimische Flora und Fauna ermöglichen, ist der etwa 8 km lange Naturlehrpfad im Teinachtal für eine Tageswanderung wie geschaffen. Er führt von Teinach aus über Zavelstein und Rötenbach und kehrt schließlich wieder nach Bad Teinach zurück.

### Kulturzentrum

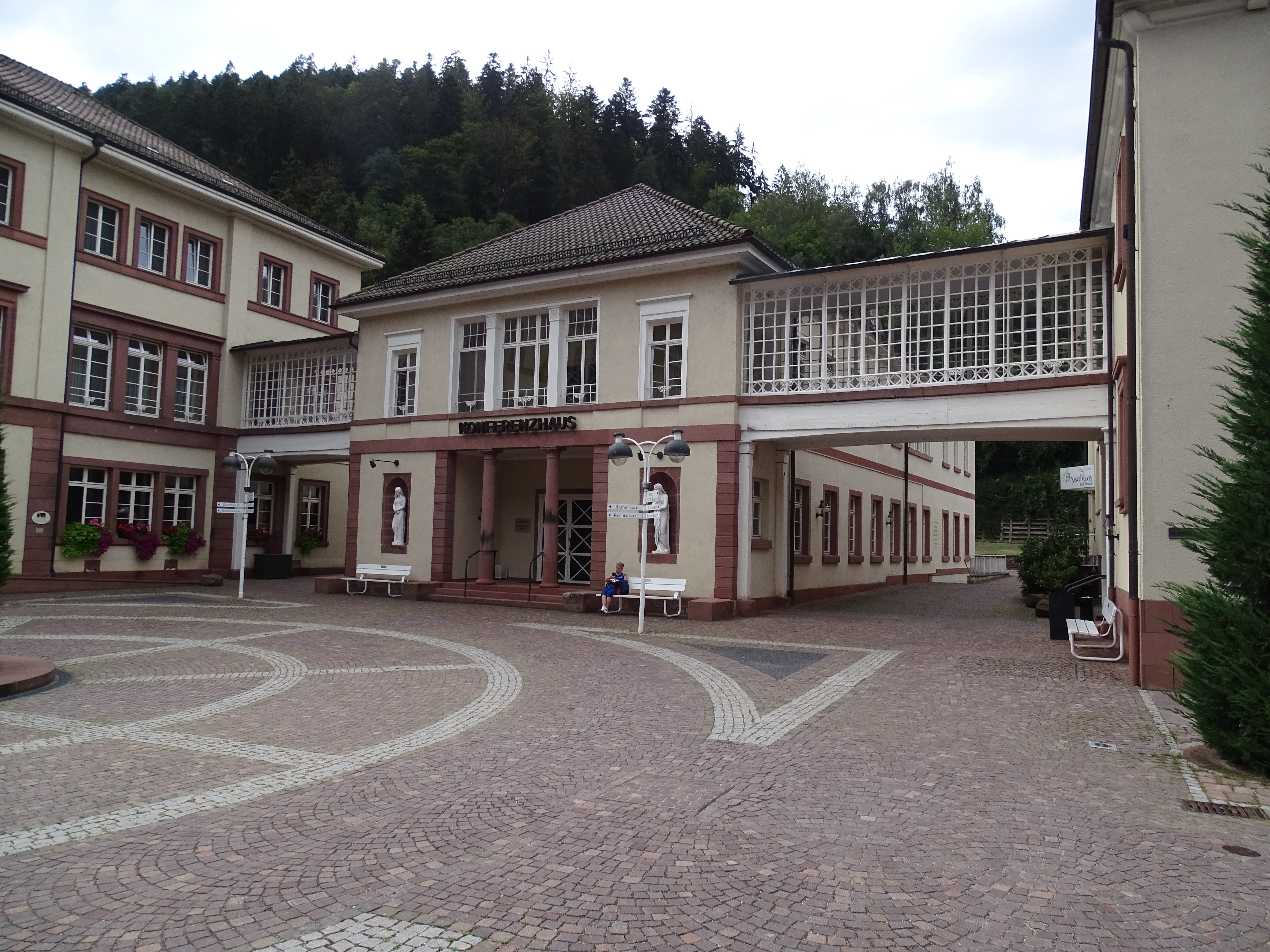
Kurgebäude in Bad Teinach

Seit 2007 gibt es in Bad Teinach-Zavelstein das Konsul Niethammer Kulturzentrum, das für Veranstaltungen aller Art verwendet wird.

### Regelmäßige Veranstaltungen
- Naturpark-Markt: Landwirte und Erzeuger aus der Region präsentieren hier lokale Produkte.
- Zavelsteiner Burgtheater: In Zusammenarbeit mit dem Regionentheater aus dem schwarzen Wald werden in der Burgruine Theaterstücke neu interpretiert.
- Sommerfest der Stadt Bad Teinach-Zavelstein: Wochenende mit Livemusik und Wahl der Bad Teinacher Wasserkönigin.
- Zavelsteiner Burgweihnacht: traditioneller Weihnachtsmarkt

## Persönlichkeiten

### Ehrenbürger
- Werner Krauss, Bürgermeister von 1975 bis 2007

### Söhne und Töchter der Stadt
- Ernst Gottlieb Bengel (ab 1823 von Bengel) (1769–1826), lutherischer Theologe und Hochschullehrer
- Eugen Englisch (1869–1905), Photochemiker und Professor für Photographie an der Technischen Hochschule Stuttgart
- Jakob Mast (1904–1994), geboren in Sommenhardt, Landwirt, Politiker (CDU), Landtagsabgeordneter
- Erich Mönch (1905–1977), geboren in Rötenbach, Künstler, Lithograf und Hochschullehrer
- Martin Gross (* 1952), geboren in Zavelstein, Schriftsteller
- Matthias Rüb (* 1962), geboren in Zavelstein, Journalist, Auslandskorrespondent

### Weitere Persönlichkeiten
- Friedrich Christoph Steinhofer (1706–1761), in den Jahren 1753–1756 Stadtpfarrer in Zavelstein mit Filiale Teinach
- Gertrud Wasserzug (1894–1992), Bibelschulleiterin in Beatenberg und Böblingen, lebte und starb im Haus Felsengrund
- Lina Hilger (1874–1942), Reformpädagogin, und Elsbeth Krukenberg-Conze (1867–1954), Frauenrechtlerin, lebten seit 1936 in Bad Teinach ("Haus Orplid")